# Воронін Юрій Юрійович
Ю́рій Ю́рійович Воро́нін — лейтенант Збройних сил України, учасник російсько-української війни.

## З життєпису
19 липня 2014-го лейтенанти Антон Бацько та Юрій Воронін при визволенні міста Ясинувата рухалися в колоні в БТРі та потрапили під вогонь терористів. БТР підбили, військовики з нього й далі обстрілювали терористів та підбили ворожий БТР і ліквідували живу силу, що дало змогу зайняти певний рубіж і виконати бойове завдання.
Станом на березень 2017-го — заступник командира роти бойового та матеріального забезпечення, в/ч 3005, Харків.

## Нагороди
За особисту мужність і героїзм, виявлені у захисті державного суверенітету та територіальної цілісності України, вірність військовій присязі під час російсько-української війни
- нагороджений орденом «За мужність» III ступеня (26.2.2015).